# Joint Photographic Experts Group
Die Joint Photographic Experts Group [dʒɔɪnt ˌfəʊtəˈgɹæfɪk ˈɛkspɜːts gɹuːp, ˈdʒeɪpɛg] (engl. Verbindung der Fotografieexperten) ist ein gemeinsames Komitee der ISO und der ITU-T (früher CCITT), das die JPEG- und JPEG-2000-Standards entwickelte. Ihr genauer Name ist ISO/IEC Joint Technical Committee 1, Subcommittee 29, Working Group 1.
Die Gruppe wurde 1983 gegründet und trifft sich dreimal pro Jahr: jeweils einmal in Nordamerika, Asien und Europa.

## Joint Bi-level Image experts Group
Die Joint Bi-level Image Experts Group (JBIG) ist eine Untergruppe derselben Arbeitsgruppe wie die Joint Photographic Experts Group, die sich jedoch speziell mit monochromen Bildern beschäftigt. Sie entwickelte den JBIG-Standard.

## Veröffentlichte Standards (Auswahl)
| Bekannter Name | ISO/IEC Nummer  | ITU Nummer                 | Name |
| -------------- | --------------- | -------------------------- | --- |
| JPEG           | ISO/IEC 10918-1 | CCITT Recommendation T.81  | Information technology – Digital Compression and Coding of Continuous-Tone still Images Requirements and Guidelines     |
| JPEG 2000      | ISO/IEC 15444-1 | ITU-T Recommendation T.800 | Information technology – JPEG 2000 image coding system: Core coding system                                              |
| JPEG 2000      | ISO/IEC 15444-2 | ITU-T Recommendation T.801 | Information technology – JPEG 2000 image coding system: Extensions                                                      |
| JBIG           | ISO/IEC 11544   | ITU-T Recommendation T.82  | Information technology – Coded Representation of picture and audio information – progressive Bi-Level Image Compression |